# Always You (chanson de Jennifer Paige)
Singles de Jennifer Paige
Sober
(1999) Beautiful (bande originale du film Un automne à New York)
(2000)
Always You est une chanson de la chanteuse américaine Jennifer Paige, sortie le 12 juillet 1999. Elle est aussi le troisième single extrait de son premier album studio Jennifer Paige. La chanson a été écrite par Andy Goldmark et J.D. Martin. Pour sa sortie en single, ce titre fut remixé par Groove Brothers. La face B est quant à elle, réorchestrée par Mick Guzauski. Le single Always You se classe à la 6e meilleure place au classement américain.

## Clip vidéo
Le vidéoclip est réalisé par Markus Nagel. Il y dévoile un homme qui prend une cassette vidéo située sur le pas de sa porte. Il la visionne et découvre Jennifer en train de conduire ayant une panne d'essence. Elle lui fait alors découvrir ses multiples périples ou elle fait de l'autostop, du bateau et se retrouve dans le désert, parcourant ainsi le monde pour le retrouver. Jennifer Paige Always You vidéo officielle Youtube

## Formats et liste des pistes
CD single
1. Always You (Radio Mix) (Groove Brothers Remix) — 3:42
2. Always You (The Ballad Mix) — 4:10

CD maxi
1. Always You (Radio Mix) (Groove Brothers Remix) — 3:42
2. Always You (The Ballad Mix) — 4:10
3. Always You (The Hex Mix) — 3:58
4. Always You (Instrumental) — 3:37

## Remixes  et autres versions
À part le remix de Groove Brothers, ce titre fut remixé en eurodance par Hex Hector, qui est inclus dans le maxi single. Le morceau original, ballade acoustique, ainsi que le remix de Strobe, sont disponibles uniquement dans son premier album Jennifer Paige. La version single contient une version réorchestrée par Mick Guzauski.

## Classement hebdomadaire
| Classement (1999)                        | Meilleure position |
| ---------------------------------------- | ------------------ |
| Allemagne (Media Control AG)             | 76                 |
| États-Unis (Dance Club Songs)            | 6                  |
| UK Singles (The Official Charts Company) | 97                 |